# Els Schelfhout
Pour les articles homonymes, voir Schelfhout.
Els Schelfhout, née le 19 mai 1967 à Saint-Gilles-Waes est une femme politique belge flamande, membre du CD&V.
Elle est licenciée en communication, agrégée de l'enseignement secondaire supérieur et docteur en sciences sociales (VUB).
Elle fut chercheuse et chargée de cours (KUB) et active à Termonde depuis 2003 présidente de la Lokaal Overlegplatform et de 2004 à 2007 du Comité voor Bijzondere Jeugdzorg.

## Fonctions politiques
- 2007-2010 : sénatrice cooptée